# Marian Szarek
Marian Szarek (ur. 8 kwietnia 1919 w Opaciu, zm. 27 listopada 1980 w Rzeszowie) – polski prezbiter rzymskokatolicki, kanonik, proboszcz parafii w Ulanicy (1956–1961) i Miękiszu Nowym (1961–1967).

## Życiorys
Urodził się 8 kwietnia 1919 w Opaciu koło Jasła w rodzinie Michała i Apolonii. Chrzest święty z rąk ks. Pawła Matuszewskiego przyjął w kościele św. Mikołaja w Bączalu Dolnym. Ukończył Szkołę Powszechną w Bączalu Dolnym, a następnie Państwowe Gimnazjum i Liceum im. Króla Stanisława Leszczyńskiego w Jaśle. 
Po złożeniu egzaminu maturalnego wstąpił do Wyższego Seminarium Duchownego w Przemyślu. W 1940 decyzją bpa Franciszka Bardy seminarium zostało przeniesione do Brzozowa i funkcjonowało pod nazwą tajnego, konspiracyjnego "Leśnego Seminarium w Brzozowie". 
Święcenia kapłańskie przyjął 30 grudnia 1944 w bazylice Wniebowzięcia Najświętszej Maryi Panny w Starej Wsi. Będąc neoprezbiterem, został wikariuszem parafii Cieklin. W latach 1948–1951 był wikariuszem w parafii Nozdrzec, a w latach 1951–1956 był administratorem parafii w Siedliskach. W grudniu 1956 został instalowany na urząd proboszcza w parafii św. Józefa Robotnika w Ulanicy, a od 18 września 1961 pełnił posługę proboszcza w parafii Matki Bożej Śnieżnej w Miękiszu Nowym. 
W 1967 z powodu pogarszającego się stanu zdrowia zrezygnował z funkcji proboszcza w Miękiszu Nowym. Na przełomie 1972–1973 pełnił obowiązki duszpasterskie w rektoracie w Różańcu. 
W uznaniu zasług dla Kościoła diecezjalnego i zaangażowanie eklezjalne został uhonorowany godnością kanonika. Na emeryturze zamieszkiwał jako rezydent najpierw w Leżajsku, a od 1973 przy kościele Świętego Krzyża w Rzeszowie, wspomagając miejscowych kapłanów w posłudze duszpasterskiej. Zmarł nagle 27 listopada 1980.
Został pochowany na cmentarzu Wilkowyja w Rzeszowie. 